# Cattedrale dei Santi Pietro e Paolo (Filadelfia)
La cattedrale dei Santi Pietro e Paolo (in inglese: Cathedral Basilica of Saints Peter and Paul) è il principale luogo di culto cattolico di Filadelfia, in Pennsylvania, Stati Uniti.
La chiesa, sede del vescovo di Filadelfia, è stata costruita tra 1846 e 1864. La chiesa è ispirata alla Basilica dei Santi Ambrogio e Carlo al Corso a Roma.